# Jean Van den Wyngaert
Pierre (Jean) Van den Wyngaert (La Calamine, 27 januari 1921 - Reet, 14 september 1993) was een Belgisch bediende en politicus voor de BSP en vervolgens de SP.

## Levensloop
Tijdens de Tweede Wereldoorlog was hij actief bij het verzet in de streek rond Géronville.
In 1946 werd hij politiek actief te Kontich, alwaar hij vanaf 1953 zetelde in de gemeenteraad. Na een afwezigheid van vijf jaar - toen hij in Edegem resideerde  - trad hij opnieuw toe tot de gemeenteraad. In 1978 volgde hij Louis Verhaert op als burgemeester van Kontich, een mandaat dat hij uitoefende tot 1983. Hij leidde een coalitie van PVV, BSP,  Volksunie en CVB.
Beroepshalve was hij bediende bij de Socialistische Mutualiteit, alwaar hij verantwoordelijke was van het Kontichse gewest.